# Elo-Zahl

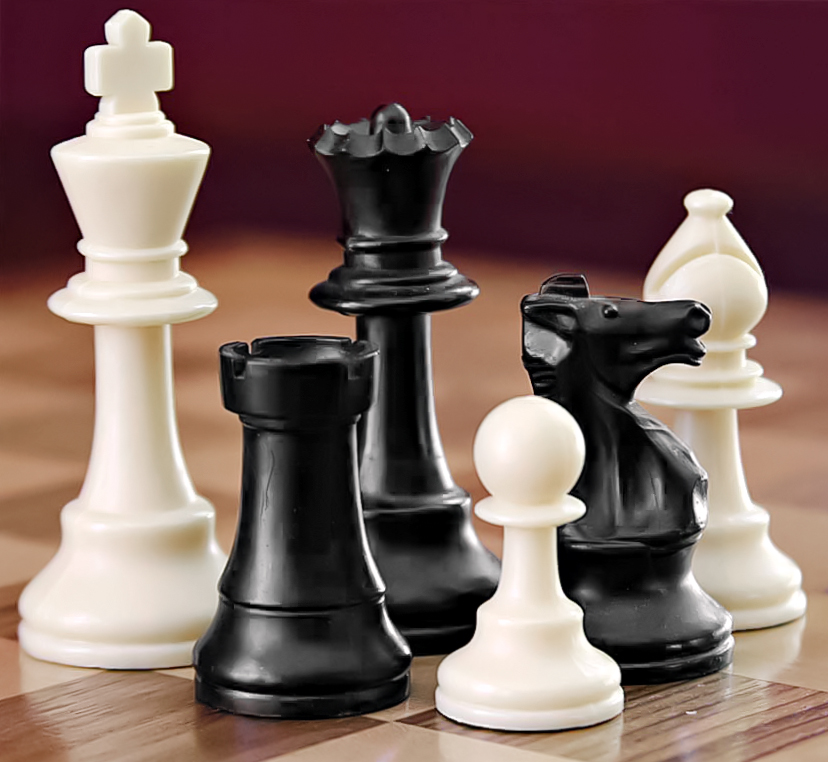
Schach

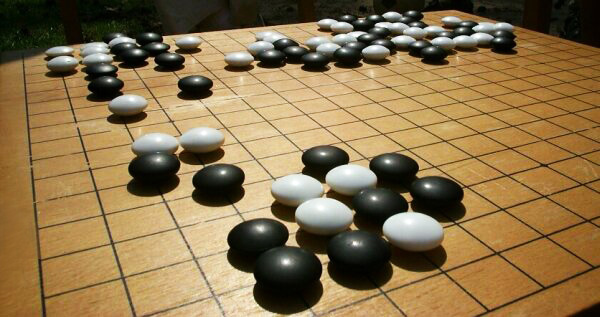
Go

Die Elo-Zahl (auch Elozahl) ist eine Wertungszahl, welche die Spielstärke von Schachspielern beschreibt. Sie wurde nach ihrem Erfinder Arpad Elo benannt. Inzwischen wurde das Konzept auch für andere Spiele und Sportarten adaptiert (s. u.).
Ausgehend vom Bradley-Terry-Modell (benannt nach R. A. Bradley und M. E. Terry, die es im Jahr 1952 präsentierten), das wiederum auf einer Arbeit von Ernst Zermelo aus den 1920er Jahren basiert, entwickelte Arpad Elo 1960 ein objektives Wertungssystem für den US-amerikanischen Schachverband USCF. Es wurde 1970 auf dem Kongress in Siegen vom Weltschachverband FIDE übernommen. Der Weltschachverband nennt sein System FIDE rating system. Eine Wertungszahl heißt offiziell FIDE rating, wird umgangssprachlich aber zumeist einfach als „Elo-Zahl“ bezeichnet. Neben dem internationalen Wertungssystem der FIDE existieren auch nationale Wertungssysteme mit unterschiedlichen Namen. In Deutschland heißt das nationale Wertungssystem Deutsche Wertungszahl (DWZ), in Österreich werden (nationale) Elo-Zahlen berechnet, und in der Schweiz gibt es eine Führungsliste mit Führungszahlen. Diese Systeme werten wesentlich mehr lokale Turniere aus, berechnen die Wertungszahlen aber ebenso nach den Methoden von Arpad Elo mit meist nur geringen Modifikationen und abweichenden Faktoren.

## Grundprinzip
Jedem Spieler ist eine Elo-Zahl {\displaystyle R} (von englisch rating) zugeordnet. Je stärker der Spieler, desto höher die Zahl. Treten mehrere Spieler gegeneinander an, so lässt sich aus den Elo-Zahlen der Spieler die erwartete Punktezahl der jeweiligen Spieler bestimmen.
Nach der Begegnung wird das Elo-Rating der Spieler ihren Ergebnissen angepasst. Je nach Differenz zwischen Erwartungswert und Ergebnis gewinnt ein Spieler Elo-Rating-Punkte hinzu oder verliert sie. Das System ist so konstruiert, dass Elo-Rating-Punkte im Regelfall unter den beteiligten Spielern umverteilt werden.

## Berechnung

### Erwartungswert
Bei einer Begegnung zweier Spieler gibt es für einen Sieg einen, für ein Unentschieden einen halben und für eine Niederlage keinen Punkt. Die erwartete Punktezahl E (von englisch expected score, Erwartungswert) ist somit die Wahrscheinlichkeit, dass der Spieler gewinnt, multipliziert mit einem Punkt, plus die Wahrscheinlichkeit für ein Remis multipliziert mit einem halben Punkt. Der Erwartungswert liegt damit zwischen 0 und 1.
Das Elo-System ist mathematisch so modelliert, dass sich bei der Begegnung zweier Spieler A und B der Erwartungswert EA für den Spieler A aus den beiden Ratings RA und RB wie folgt berechnet:
| RA−RB | EA     | EB     |
| ----- | ------ | ------ |
| 000   | 50,0 % | 50,0 % |
| 050   | 57,1 % | 42,9 % |
| 100   | 64,0 % | 36,0 % |
| 200   | 76,0 % | 24,0 % |
| 300   | 84,9 % | 15,1 % |
| 400   | 90,9 % | 09,1 % |
| 500   | 94,7 % | 05,3 % |

| {\displaystyle E_{\mathrm {A} }={\frac {10^{R_{\mathrm {A} }/400}}{10^{R_{\mathrm {A} }/400}+10^{R_{\mathrm {B} }/400}}}={\frac {1}{1+10^{(R_{\mathrm {B} }-R_{\mathrm {A} })/400}}}} |
Entsprechend gilt für EB, den erwarteten Punktestand von Spieler B:
| {\displaystyle E_{\mathrm {B} }={\frac {10^{R_{\mathrm {B} }/400}}{10^{R_{\mathrm {A} }/400}+10^{R_{\mathrm {B} }/400}}}={\frac {1}{1+10^{(R_{\mathrm {A} }-R_{\mathrm {B} })/400}}}} |
Da genau ein Punkt auf beide Spieler verteilt wird, muss gelten:
| {\displaystyle E_{\mathrm {A} }+E_{\mathrm {B} }=1} |
Aus den Formeln für den Erwartungswert ergibt sich, dass diese Bedingung stets erfüllt ist.
Die in der Formel enthaltene, willkürlich festgelegte Zahl 400 legt die Abstufung der Elo-Skala fest: Bei einer Elo-Differenz von 400 wird der Spieler höchstwahrscheinlich gewinnen (EA = 91 %). Die Zahl 400 wurde von Arpad Elo so gewählt, damit die Elo-Zahlen mit den Wertungszahlen des früher verwendeten Schach-Rating-Systems von Kenneth Harkness möglichst gut kompatibel sind. Im Schweizer Tischtennis wird z. B. 200 statt 400 verwendet, im deutschen 150, s. u.
Beträgt der Wertungsunterschied {\textstyle |R_{\mathrm {B} }-R_{\mathrm {A} }|} mehr als 400 Punkte, so erlaubt die FIDE anstelle der tatsächlichen Differenz den Wert 400 bzw. −400 zu benutzen. Ab 2022 kann ein Spieler aber nur noch einmal pro Turnier von einer solchen Aufwertung profitieren, für die anderen eventuellen Gegner mit einem Wertungsunterschied > 400 wird dann mit dem tatsächlichen Wertungsunterschied gerechnet.
Die Gewinnerwartung eines Spielers als Funktion der Punktedifferenz folgt in Elos Modell einer logistischen Funktion. Das heißt jedoch nicht, dass die Stärken der Spieler logistisch verteilt sind. Elo verzichtet auf eine solche Verteilungsannahme. Sein Modell fußt auf der charakteristischen Eigenschaft der Multiplikativität der Erwartungswerte.

### Multiplikativität der Erwartungswerte
Die Erwartungswerte sind multiplikativ – mithilfe dieser Eigenschaft lässt sich Elos Modell definieren. Wenn etwa Spieler A gegenüber Spieler B ein {\displaystyle 3:1}-Favorit ist (d. h., A erzielt in Partien gegen B 75 Prozent der Punkte) und B gegenüber C ein {\displaystyle 2:1}-Favorit, so fordert bzw. folgt aus Elos Modell, dass A gegenüber C ein {\displaystyle 6:1}-Favorit ist.
Oder allgemein ausgedrückt: 
Ist A ein {\displaystyle x:1}-Favorit gegenüber B und
ist B ein {\displaystyle \;\!y:1}-Favorit gegenüber C, so
ist gemäß Elos Modell A ein {\displaystyle xy:1}-Favorit gegenüber C.
Dies kann man leicht nachrechnen. Die Multiplikativität ist aber keine Konsequenz aus einer Normalverteilung, was man oft liest. Diese bezieht sich nur auf die Abweichung der tatsächlichen Spielergebnisse eines Spielers vom Erwartungswert (s. u.) und nicht auf eine Normalverteilung der Stärken der Spieler. Die Forderung nach Multiplikativität stellt den besseren Ausgangspunkt für die Entwicklung des Modells dar – insbesondere für die Kalkulation der Spielstärken von Spielern früherer Epochen.

### Anpassung der Elo-Zahl
Die Elo-Zahlen der Spieler werden regelmäßig aktualisiert. Erzielt ein Spieler in seinen Partien mehr Punkte, als von seiner aktuellen Elo-Zahl zu erwarten war, gewinnt er Elo-Punkte hinzu; erzielt er weniger, verliert er Elo-Punkte. Maßgeblich ist hierfür der so genannte k-Faktor oder k-Koeffizient. Er gibt an, wie viele Elo-Punkte ein Spieler bei einer Partie maximal hinzugewinnen kann (bei einem Sieg über einen viel stärker bewerteten Gegner) oder maximal verlieren kann (Niederlage gegen einen viel schwächer bewerteten Gegner). Wenn ein Spieler S Partiepunkte erzielt, der Erwartungswert aufgrund bestehender Elo-Zahlen aber E betrug, ändert sich seine Elo-Zahl um {\textstyle k\cdot (S-E)}. Die neue Elo-Zahl {\textstyle R^{\prime }} ist also
| {\displaystyle R^{\prime }=R+{k}\cdot (S-E)} |
Der Faktor k ist durch das Elo-Modell nicht festgelegt. Wenn er sehr groß gewählt wird, wirken sich zufällige Einzelergebnisse stark aus: die Elo-Zahl R kann stark schwanken. Wenn er sehr klein gewählt wird, ist die Anpassung „träge“: R wird erst nach vielen Partien an eine reale Änderung der Spielstärke angepasst. Für Spitzenspieler mit eher konstanter Leistung ist ein kleinerer Faktor angebracht als für Anfänger, die schnell Fortschritte machen können. Der Koeffizient k wird daher dem  „Entwicklungsstand“ eines Spielers angepasst.
Im Schach hat k im Regelfall den Wert 40, 20 oder 10:
- k = 40: für Spieler, die neu in der Ratingliste sind und weniger als dreißig gewertete Partien aufweisen;
- k = 40: für alle Spieler bis zum Ende des Kalenderjahres ihres 18. Geburtstags, solange ihre Bewertung < 2300 bleibt;
- k = 20: für alle Spieler mit mindestens dreißig gewerteten Partien und einer maximalen Elo-Zahl < 2400. Dieser k-Wert trifft für die meisten erwachsenen Spieler zu;
- k = 10: für alle Top-Spieler, die eine Elo-Zahl ≥ 2400 erreicht haben, selbst wenn die Elo-Zahl wieder unter diesen Wert fällt.

Ausnahmsweise kann k für einen Spieler in einer einzelnen Wertungsperiode einen abweichenden Wert annehmen, da das Produkt aus k und der Anzahl der für einen Spieler in einer Wertungsperiode ausgewerteten Partien (n) kleiner als 700 sein muss. In diesem Fall wird k auf die größte natürliche Zahl abgesenkt, für die {\displaystyle k\cdot n<700} gilt.
Im Schweizer Tischtennis gilt k = 15 einheitlich für alle Spieler.

#### Anpassung nach einer Partie
Beispiel: Alfred (RA = 2306) spielt gegen Berta (RB = 2077). Das entspricht einem Wertungsunterschied {\displaystyle R_{A}-R_{B}=229}. Zu erwarten ist, dass Alfred gegen Berta im Mittel 0,789 Punkte pro Spiel erzielt:
{\displaystyle E_{\mathrm {A} }={\frac {1}{1+10^{(2077-2306)/400}}}=0{,}789}.
Nach einer Partie gibt es drei Möglichkeiten (angenommen sei dabei {\displaystyle k=20} für beide Spieler):
a) Berta gewinnt – also SA = 0.
Die neuen Elo-Punktestände {\displaystyle R_{A}'} für Alfred und {\displaystyle R_{B}'} für Berta sind
{\displaystyle R_{A}^{\prime }=2306+20\cdot (0-0{,}789)\approx 2290,\qquad R_{B}^{\prime }=2077+20\cdot (1-0{,}211)\approx 2093.}
Alfred büßt 16 Elo-Punkte ein, während Berta 16 Elo-Punkte hinzugewinnt.
b) Alfred gewinnt – also SA = 1.
{\displaystyle R_{A}^{\prime }=2306+20\cdot (1-0{,}789)\approx 2310,\qquad R_{B}^{\prime }=2077+20\cdot (0-0{,}211)\approx 2073.}
Alfred erhält 4 Elo-Punkte, Berta verliert 4.
c) Unentschieden – also SA = ½.
{\displaystyle R_{A}^{\prime }=2306+20\cdot (0{,}5-0{,}789)\approx 2300,\qquad R_{B}^{\prime }=2077+20\cdot (0{,}5-0{,}211)\approx 2083.}
Alfred verliert 6 Elo-Punkte, Berta gewinnt 6.

#### Maximaler Punktgewinn durch eine Partie
Ab welchem Wertungsunterschied (Elo-Differenz zwischen den Spielern) ist bei einem Sieg der maximale Elo-Punktgewinn möglich?
Der maximal mögliche Elo-Punktgewinn/-verlust ist durch den k-Faktor festgelegt. Da Elo-Punkte auf ganze Zahlen gerundet werden, muss der rechnerische Punktgewinn {\textstyle k\cdot (S_{\mathrm {A} }-E_{\mathrm {A} })} mindestens k − 0,5 betragen. Demnach muss gelten (wegen SA = 1):
{\displaystyle k\cdot (1-E_{\mathrm {A} })\geq k-0{,}5\quad \Rightarrow \quad E_{\mathrm {A} }\leq {\frac {1}{2k}}}.
Mit der Formel
{\displaystyle R_{\mathrm {B} }-R_{\mathrm {A} }=400\cdot \log _{10}\left({\tfrac {1}{E_{\mathrm {A} }}}-1\right)}
erhält man
{\displaystyle R_{\mathrm {B} }-R_{\mathrm {A} }\geq 512\ ;637\ ;760}
für die k-Werte 10, 20 bzw. 40. Ein Topspieler (k = 10) kann mit einer Partie maximal 10 Elo-Punkte gewinnen und muss dafür einen Spieler mit einer um 512 höheren Elo-Zahl besiegen.

#### Spiel gegen einen gleichstarken Spieler
Sind beide Spieler gleich stark, also {\textstyle R_{\mathrm {B} }-R_{\mathrm {A} }=0}, ist {\textstyle E_{\mathrm {A} }=0{,}5}. Bei einem Sieg werden {\textstyle k\cdot (1-0{,}5)={\tfrac {k}{2}}} Elo-Punkte hinzugewonnen, bei einer Niederlage gehen {\textstyle {\tfrac {k}{2}}} Elo-Punkte verloren. Bei einem Remis bleiben die Elo-Zahlen unverändert.

### Elo-Performance
Als Elo-Performance (auch Turnierleistung genannt) bezeichnet man die in Elo-Punkten ausgedrückte Leistung eines Spielers in einem einzelnen Turnier. Im Gegensatz zur normalen Elo-Berechnung geht die vorherige Elo-Zahl nicht in diese Wertung ein.
Die Elo-Performance P ist rechnerisch die Elo-Zahl, die ein Spieler haben müsste, damit das erzielte Ergebnis S gerade gleich dem Erwartungswert E ist. Eine Näherungsformel ist
{\displaystyle P=R_{\mathrm {G} }+800\cdot \left({\tfrac {S}{N}}-0{,}5\right),}
wobei RG das mittlere Rating der Gegner ist und N die Zahl der gespielten Partien. Diese Näherung ist besonders gut, wenn S/N nahe bei 0,5 ist.
Die Elo-Performance wird neben ihrem rein sportlichen Aussagewert als Kriterium zur Vergabe von Sonderpreisen gewählt, wenn ein anderer direkter Leistungsvergleich der Spieler nicht möglich ist – z. B., um den besten Einzelspieler in einem Mannschaftsturnier zu bestimmen.

## Probleme und statistische Phänomene von Rating-Systemen

### Intransitivität von Wahrscheinlichkeitsrelationen
Ist Spieler A gegenüber Spieler B der Favorit und B gegenüber C, so besitzt A ein höheres Rating als B und B ein höheres als C. Damit besitzt A ein höheres Rating als C und müsste Favorit gegenüber C sein.
Diese Folgerung ist aber keineswegs zwingend, da Wahrscheinlichkeits- bzw. Präferenzrelationen nicht notwendigerweise transitiv sind. Dieses Problem ist keine Besonderheit des Elo-Systems, sondern ein prinzipielles Problem aller Rating-Systeme. (vgl. Condorcet-Paradoxon, „Chinesische Würfel“ oder „Intransitive Würfel“)
Transitivität ist jedoch eine notwendige Voraussetzung für ein sinnvolles Rating-System. Um diese Eigenschaft zu sichern, setzte Arpad Elo bei der Entwicklung seines Rating-Systems voraus, dass das zu erwartende Spielergebnis in Abhängigkeit der Spielstärken mithilfe der Formel {\displaystyle E_{\mathrm {A} }=1/(1+10^{(R_{\mathrm {B} }-R_{\mathrm {A} })/400})} beschreibbar ist. Aus dieser Annahme folgt neben der Transitivität auch die oben dargestellte Multiplikativität der Erwartungswerte.

### Deflation und Inflation
Will man mithilfe der Elo-Zahlen – oder anderer Ratings, dies betrifft nicht nur das Elo-System – die Stärken von Spielern aus unterschiedlichen Epochen vergleichen, so sollte ein Rating von z. B. 1600 aus dem Jahre 1970 gleichbedeutend mit einem Rating von 1600 aus dem Jahre 2000 sein. Insbesondere sollte, da sich infolge der Weiterentwicklung der Theorie die durchschnittliche Spielstärke im Laufe der Zeit zumindest nicht verschlechtert, sich die mittlere Ratingzahl nicht verringern.
Beim Elo-System gewinnt der Sieger einer Partie genau so viele Rating-Punkte hinzu, wie der Verlierer einbüßt (falls beide den gleichen k-Faktor zur Berechnung nutzen): die mittlere Spielstärke beider bleibt gleich. Umfasst der Rating-Pool (die Rangliste) nur starke Spieler, so ist folgendes Phänomen zu beobachten: Sooft ein Spieler neu in die Ratings aufgenommen wird, tritt er mit einer gewissen (niedrigen) Punktezahl ein. Im Laufe seiner Karriere verbessert er seine Stärke, gewinnt Punkte hinzu und scheidet später mit einer (hohen) Punktezahl aus – dadurch werden der Gesamtheit Punkte entzogen, und die mittlere Ratingzahl sinkt; d. h., das System ist deflationär.
Vergrößert man den Rating-Pool auch auf schwächere Spieler, so tritt der entgegengesetzte Effekt auf: Viele Spieler verlassen den Rating-Pool mit einem niedrigeren Rating, als ihnen bei Eintritt zugemessen wurde – das System wird nun inflationär.
Dies war insbesondere früher der Fall, als der Weltschachbund FIDE Schachspieler erst ab einer Wertungszahl von 2200 in die Rangliste aufnahm. Da die Elo-Auswertung von Turnieren gebührenpflichtig ist und damit für die FIDE eine Einnahmequelle darstellt, wurde diese Schwelle immer weiter herab gesenkt, zuletzt auf 1000. Dennoch lässt es sich nicht vermeiden, dass viele Spieler den Rating-Pool mit niedrigeren Wertungszahlen verlassen als sie bei Eintritt erhielten. Eine maßvolle Inflation ist jedoch durchaus erwünscht, diese sollte in ihrem Ausmaß der Weiterentwicklung der Spielstärken im Laufe der Zeit Rechnung tragen, allerdings ergibt sich hier zumeist das Problem einer zu großen Inflation.
So konnten die Elo-Zahlen immer neue Rekorde erreichen, ohne eigentlich noch ein Maß für die Spielstärke absolut zu sein. Im Jahr 2000 gab es nur einen Spieler (Kasparow) mit einer Elo-Zahl größer 2800, elf Spieler größer 2700, und etwa 90 erreichten einen Wert über 2600. Im Juli 2010 hatten bereits über 200 aktive Spieler eine Elo-Zahl größer 2600, davon 37 mindestens 2700; drei Spieler hatten sogar eine Elozahl von 2800 oder höher, was 20 Jahre zuvor undenkbar schien.
Die durchschnittliche Elo-Zahl der ersten 100 Spieler der Weltrangliste stieg zwischen Juli 2000 und Juli 2012 von 2644 auf 2703 Punkte, also eine Steigerung um 59 Wertungspunkte. Seit 2012 liegt der Mittelwert zwischen 2700 und 2706 und ist damit recht konstant.

### Das Tausend-Partien-Problem
Ein weiteres Phänomen ist das sogenannte Tausend-Partien-Problem. Oft treffen Spieler der gleichen Spielstärke immer wieder aufeinander. Angenommen, zwei Spieler mit Elo 2000 spielen zehn Partien, bei denen der eine 80 % der Punkte erreicht. Nach der Berechnung der neuen Elo-Zahl ergeben sich die Werte 2080 für den Sieger und 1920 für den Verlierer. Tragen die beiden Spieler jedoch 1000 Partien mit gleichem Punkteverhältnis aus, ohne dass die Wertung aktualisiert wird, so ergibt sich für den Sieger eine neue Wertungszahl, die höher als die des aktuellen Weltmeisters ist. Jedoch ist dieses Szenario nur theoretischer Natur. Nach dem Statistikgesetz der großen Zahl darf man erwarten, dass die beiden gleich starken Spieler (beide hatten Elo 2000) sich nach vielen Partien den zu erwartenden 50 % annähern. Zudem wird es in der Praxis nie 1000 Partien ohne Ratingaktualisierung geben.
Die Entwicklung der Wertzahlen wird auch von der Auswertungsperiode beeinflusst. Nach einer Testphase mit unregelmäßigen Veröffentlichungen wurde von 1975 bis 1980 einmal jährlich im Januar eine neue Liste veröffentlicht. Beginnend im Juli 1981 wurde auf halbjährliche Veröffentlichung umgestellt und dies bis Juli 2000 so beibehalten. Im Oktober 2000 wurde dann auf Veröffentlichung alle drei Monate umgestellt. Von Juli 2009 bis Juli 2012 wurde alle zwei Monate ausgewertet. Seit August 2012 wird monatlich ausgewertet. Die minimale Wertungszahl beträgt seitdem 1000 Punkte, zuvor lag sie bei 1200. Sinnvoll wäre prinzipiell eine Auswertung nach jedem Turnier, da so Formschwankungen von Spielern besser ausgeglichen werden können. Allerdings ist das derzeit nicht geplant.

### Schwankungsbreite und Aussagekraft
Die Wertungszahlen eines einzelnen Spielers sind intervallskaliert und annähernd normalverteilt und schwanken mit einer Standardabweichung von 200 um einen mittleren Wert. Es gibt viele Schachspieler mit Spielstärken unter 1200. Auf diesem Spielniveau ist das Elo-System in der Vorhersagesicherheit aber nur eingeschränkt anwendbar. Wichtig ist insbesondere auf Hobbyspielerniveau, dass ein Spieler seine Zahl auch gegen stärkere Gegner verteidigen kann, ohne sich auf besondere Eigenschaften wie unbewusste psychische Schwächen oder schlechtes Zeitmanagement von Neulingen konzentrieren zu müssen. Utopisch hohe Werte werden durch Niederlagen schnell, exakt und zuverlässig korrigiert. Die recht stabile Elo-Zahl wird mit verschiedenen Verfahren ermittelt. Manche gehen von wenigen Spielen aus oder von ähnlich starken Turnierteilnehmern. Nach vielen Partien erreichen aber alle sehr ähnliche Gleichgewichte. Bei Computern ist die Verteilung nicht nur per 200-Punkte-Definition gleich, sondern auch vom Kurvenverhalten her darüber hinaus sehr ähnlich, allerdings gibt es bei ähnlich starken Maschinen eine weitere Spielstärkenspreizung in den verschiedenen Partiephasen.

## Schach

### Einstufung der Spieler nach Elo-Zahl
Vor Einführung der Elo-Zahl stufte man die Spieler beim Schach in neun Klassen oder Kategorien ein. Ein Unterschied von einer Klasse bedeutete, dass der bessere Spieler als Ergebnis einer Partie 0,75 Punkte erwarten darf. Im Elo-System entspricht dieser Spielstärkeunterschied einer Differenz von etwa 200 Wertungspunkten (genauer: 191). Eine Erweiterung stellt das Glicko-System dar.
| Elo-Zahl  | Offene Kategorie                              | Kategorie Frauen                         |
| --------- | --------------------------------------------- | ---------------------------------------- |
| ≥ 2500    | Großmeister (GM)                              | Großmeister (GM)                         |
| 2400–2499 | Internationaler Meister (IM)                  | Internationaler Meister (IM)             |
| 2300–2399 | FIDE-Meister (FM)                             | Großmeister der Frauen (WGM)             |
| 2200–2299 | Candidate Master (CM) oder Nationaler Meister | Internationaler Meister der Frauen (WIM) |
| 2100–2199 | Meisteranwärter                               | FIDE-Meister der Frauen (WFM)            |
| 2000–2099 | Starker Amateur                               | Candidate Master der Frauen (WCM)        |
| < 2000    | Amateur                                       | Amateur                                  |

Zu beachten ist dabei, dass man die verschiedenen Titel Großmeister (GM) und Internationaler Meister (IM) nicht nur auf Grund einer bestimmten Elo-Zahl erhält, sondern durch die Erfüllung von anderen festgelegten Normen. Um den Titel nach Erfüllung aller Normen zu erhalten, muss ein angehender GM allerdings eine Elo-Zahl von mindestens 2500, ein IM eine Zahl von mindestens 2400 einmal erreicht haben. Bei entsprechender Punktzahl wird der offene Großmeistertitel an Spieler aller Geschlechter vergeben, der Großmeistertitel der Frauen kann von diesen bereits ca. 200 Punkte vorher erreicht werden.
Unterhalb 2000 Elo-Punkten gibt es keine offiziellen Titel, weshalb eine objektive Benennung der Spielstärke schwierig ist. Zur groben Einschätzung kann in Deutschland der DWZ-Schnitt der Amateurligen dienen (Die Deutsche Wertzahl DWZ ist zwar nicht dasselbe wie die international übliche ELO-Zahl, aber vergleichbar). Im Schachverband Württemberg liegt der DWZ-Schnitt in der Oberliga bei ca. 2100, in den Verbandsligen bei ca. 1900, in den Landesligen bei ca. 1700, den Bezirksligen bei ca. 1600 usw. Wie in anderen Sportarten auch erreichen Gelegenheitsspieler selten das Niveau der Bezirksliga.
Nachdem im Jahr 1970 die Elo-Zahl als Wertungssystem eingeführt worden war, hatte zunächst Bobby Fischers Bestmarke von 2785 Punkten vom Juli 1972 für viele Jahre Bestand. Im Jahre 1999 erreichte der damalige klassische Schachweltmeister Garri Kasparow die Elo-Zahl von 2851 Punkten, die erst im Januar 2013 von Magnus Carlsen mit 2861 Punkten übertroffen wurde. Inzwischen konnte Carlsen den Rekord auf 2882 erhöhen (Liste vom Mai 2014).
Spieler mit einer Elo-Zahl über 2600 gehören zum erweiterten Kreis der Weltspitze (etwa TOP 200), Spieler mit über 2700 zum engeren Kreis (etwa TOP 30). Aktuell (Stand: September 2024) erreichen nur zwei Spieler 2800: Hikaru Nakamura und Magnus Carlsen.
Elo-Zahlen können auch für einzelne Turniere berechnet werden (siehe oben: Elo-Performance). Hierbei gelang Fabiano Caruana im Jahr 2014 beim Turnier um den Sinquefield Cup in St. Louis eine Elo-Leistung von 3103. Die davor gültige höchste Turnier-Elo-Leistung war 3002, erzielt von Magnus Carlsen in Nanjing im Jahr 2010.

### Historische Elo-Zahl im Schach
Für den Vergleich heutiger Spitzenspieler mit Großmeistern vor der Einführung der Elo-Zahl wird die sogenannte historische Elo-Zahl verwendet.

### Spielstärke der Schachprogramme
Die Elo-Zahlen der Schachcomputer bzw. Computerprogramme sind nicht ohne weiteres mit denen menschlicher Schachspieler zu vergleichen, da sie überwiegend durch Partien zwischen Computern ermittelt wurden und nicht durch Teilnahme an offiziellen Turnieren.

### Turnierkategorien – Einteilung der Turniere nach Elo-Zahl
| Turnier- kategorie | Elo-Durchschnitt | Elo-Durchschnitt |
| Turnier- kategorie | Von              | Bis              |
| ------------------ | ---------------- | ---------------- |
| 1                  | 2251             | 2275             |
| 2                  | 2276             | 2300             |
| 3                  | 2301             | 2325             |
| . . .              |                  |                  |
| 7                  | 2401             | 2425             |
| . . .              |                  |                  |
| 11                 | 2501             | 2525             |
| . . .              |                  |                  |
| 15                 | 2601             | 2625             |
| . . .              |                  |                  |
| 19                 | 2701             | 2725             |
| 20                 | 2726             | 2750             |
| 21                 | 2751             | 2775             |
| 22                 | 2776             | 2800             |
| 23                 | 2801             | 2825             |

Auch Rundenturniere werden nach der durchschnittlichen Elo-Zahl der Teilnehmer in Kategorien eingeteilt. Hierbei entspricht ein Unterschied um eine Kategorie 25 Elo-Punkten. Als Turnier der Kategorie 1 wird dabei ein Turnier eingestuft, dessen Teilnehmer im Durchschnitt 2251 bis 2275 Elo-Punkte haben. Die zurzeit stärksten Turniere erreichen die Kategorie 22, was einem Durchschnitt von 2776 bis 2800 Elo-Punkten entspricht. Bei der Zürich Chess Challenge 2014 wurde im Januar 2014 erstmals Kategorie 23 (mit einem Elo-Durchschnitt von 2801) erreicht.

## Weitere Anwendung und Verbreitung

### Go
Bei Go wird die Spielstärke traditionell in Kyū-Graden (japanisch 級) für Schüler und Dan-Graden (jap. 段) für Meister angegeben. Die Ermittlung dieser Spielstärke basiert innerhalb der European Go Federation und bei vielen Go-Servern im Internet auf einem von Elo abgeleiteten System, welches Kyū- und Dan-Grade wie folgt abbildet:
| kyu/dan               | Elo           | Spielstärke und -erfahrung                                                                        |
| --------------------- | ------------- | ------------------------------------------------------------------------------------------------- |
| weltbeste 9p-KI       | 5185          | AlphaGo Zero auf einem TPU-v2-Modul mit 180 TFLOPS                                                |
| weltbester 9p-Spieler | 3830          | Shin Jin-seo, weltbester Gospieler (Stand: 2. Dezember 2021)                                      |
| 1p – 9p               | ab circa 2600 | professioneller Go-Spieler (aus Japan, Korea oder China), der stärker als ein Amateur-6dan spielt |
| 4d – 7d               | ab 2350       | einer der besten Spieler seines Landes                                                            |
| 1d – 3d               | 2050–2349     | sehr guter Club-Spieler                                                                           |
| 4k – 1k               | 1650–2049     | guter Club-Spieler                                                                                |
| 9k – 5k               | 1150–1649     | regelmäßiger Club-Spieler                                                                         |
| 13k – 10k             | 750–1149      | Club-Spieler                                                                                      |
| 17k – 14k             | 350–749       | regelmäßiger Hobby-Spieler                                                                        |
| 21k – 18k             | 0–349         | Hobby-Spieler                                                                                     |
| 24k – 22k             |               | einige Partien gegen Nicht-Anfänger gewonnen                                                      |
| 27k – 25k             |               | einige Partien gegen Anfänger gewonnen                                                            |
| 29k – 28k             |               | einige Partien gespielt                                                                           |
| 30k                   |               | Regeln verstanden, aber noch keine Partie gespielt                                                |

### Fußball
Die FIFA-Weltrangliste der Frauen wird seit 2003 offiziell mit einem adaptierten Elo-System ermittelt. Seit 2018 wird die FIFA-Weltrangliste für Männer auch auf ein adaptiertes Elo-System umgestellt.
Eine länger bestehende inoffizielle Adaption des Elo-Systems für Männernationalmannschaften im Fußball sind die World Football Elo Ratings. Inoffizielle Elo-Ratings werden auch für Fußball-Clubs vorgenommen.

### Tischtennis

#### In der Schweiz
Swiss Table Tennis nutzt seit der Saison 2010/2011 eine etwas modifizierte Elo-Formel zur Berechnung von Wertungspunkten
| {\displaystyle E_{\mathrm {A} }={\frac {1}{1+10^{(R_{\mathrm {B} }-R_{\mathrm {A} })/{\color {RoyalPurple}200}}}}} |
EA: Erwarteter Punktestand für Spieler A.
RA: bisherige Punkte-Zahl von Spieler A
RB: bisherige Punkte-Zahl von Spieler B
Der Erwartungswert für A beträgt nun EA · 100 %. Die neue Punkte-Zahl von Spieler A ist
| {\displaystyle R_{\mathrm {A} }^{\prime }=R_{\mathrm {A} }+{\color {OliveGreen}15}\cdot (S_{\mathrm {A} }-E_{\mathrm {A} })} |
SA: tatsächlich gespielter Punktestand (1 für jeden Sieg, 0 für jede Niederlage, Remis ist im Tischtennis nicht möglich)

#### In Deutschland: der TTR-Wert
In Deutschland wird nach einem analogen System für jeden Aktiven ein TTR-Wert errechnet. Hier wird die Wertungsdifferenz durch 150 geteilt.
| {\displaystyle E_{\mathrm {A} }={\frac {1}{1+10^{(R_{\mathrm {B} }-R_{\mathrm {A} })/{\color {RoyalPurple}150}}}}} |

### Scrabble
Für weltweites Scrabble (Global Scrabble) wird eine Elo-Rangliste von der World English-language Scrabble Players’ Association (WESPA) geführt. Auf Rang 1 dieser Elo-Rangliste liegt der Neuseeländer Nigel Richards (2156 Elo-Punkte, Stand 17. Oktober 2020).
Seit 2009 wird auch für das deutschsprachige Scrabble eine Elo-Rangliste geführt – basierend auf Turnieren ab dem Jahr 2005. Im Juni 2022 führte der Deutsche Timon Boerner mit 1718 Elo-Punkten die Liste an, in der 213 Personen aufgeführt sind.

### League of Legends
Im MOBA League of Legends, einer Liga eines Computer-Strategiespiels, wurde ebenfalls das Elo-System bei gewerteten Spielen verwendet. Inzwischen wurde es durch das Ligasystem ersetzt, dem aber noch das Elo-System zu Grunde liegt.
Bei einem Sieg bekommt man League Points (LP), bei einer Niederlage werden LP abgezogen. Bis Ende 2020 musste man bei 100 LP ein Best of three bzw. five gewinnen, um eine Liga aufzusteigen.

### Tennis-Elo-Wertungssystem
Das Tennis-Elo-Wertungssystem berechnet das relative Leistungsniveau von Tennisspielern im Herreneinzel. Nach jedem Spiel erhält der Gewinner Punkte vom Verlierer. Die Anzahl der Punkte hängt von den relativen Wertungen der Spieler ab – ein Sieg über einen Spieler mit höherer Wertung führt zu einer größeren Wertungssteigerung als ein Sieg über einen Spieler mit niedrigerer Wertung. Die Wertungen liegen bei Profispielern typischerweise zwischen 1500 und über 2400. Ein Unterschied von 100 Punkten bedeutet, dass der Spieler mit höherer Wertung eine Gewinnchance von etwa 64 % hat. 200 Punkte bedeuten 76 %, 300 Punkte bedeuten 85 %, 400 Punkte bedeuten 91 % und 500 Punkte bedeuten 95 % Gewinnwahrscheinlichkeit. Die Wertungen werden nach jedem Spiel dynamisch angepasst und spiegeln die aktuelle Leistung wider. Elo-Wertungen werden ausschließlich anhand von Spieldaten von Turnieren der Association of Tennis Professionals (ATP) der Herren berechnet. Sie werden insbesondere im Bereich der Tenniswetten verwendet.